# Marsal (Tarn)
Marsal is een plaats en voormalige gemeente in het Franse departement Tarn in de rgio Occitanie en telt 263 inwoners (2005). De plaats maakt deel uit van het arrondissement Albi.

## Geschiedenis
Marsal maakte deel uit van het kanton Villefranche-d'Albigeois tot dit op 22 maart 2015 werd opgeheven en de gemeente werd opgenomen in het op dezelfde dag gevormde kanton Le Haut Dadou, net als de buurgemeente Bellegarde waarmee Marsal op 1 januari 2016 fuseerde tot de commune nouvelle Bellegarde-Marsal.

## Geografie
De oppervlakte van Marsal bedraagt 8,3 km², de bevolkingsdichtheid is 31,7 inwoners per km².
De onderstaande kaart toont de ligging van Marsal (Tarn) met de belangrijkste infrastructuur en aangrenzende gemeenten.

## Demografie
Onderstaande figuur toont het verloop van het inwonertal (bron: INSEE-tellingen).